# Eugénie Julienne-Dejean
Augustine Eugénie Julienne-Dejean (1815 - després de 1876) fou una soprano francesa.
Va començar els seus estudis de música a Rouen i els continuar al Conservatori de París. Durant els anys 40 va ser molt coneguda a París i Londres, enlluernant a les audiències interpretant òperes de Donizetti, Halévy, Meyerbeer i Verdi. Es va casar l'any 1848, afegint aleshores el cognom del seu marit, Dejean, al seu cognom de família, sent aquest cognom compost amb el que va fer la resta de la seva carrera professional.
Durant els anys 50, la seva veu va començar a declinar. Tanmateix va ser contractada per Vincenzo Jacovazzi per crear el rol d'Amelia en l'estrena d'Un ballo in maschera de Verdi al Teatro Apollo de Roma. Malgrat els recels del compositor envers aquesta cantant, a l'estrena Julienne va ser molt ben rebuda pel públic i els crítics. La darrera notícia que s'ha trobat de la seva vida és en una carta de Meyerbeer en què diu que la va escoltar cantant Poliuto al Théâtre Italien de París l'octubre de 1863 i que tot i no estar en la plenitud de la seva carrera, encara tenia una bonica veu. Curiosament, l'any 1857 va aparèixer una notícia segons la qual hauria mort de febre groga a Rio de Janeiro, on es trobava fent un seguit de representacions. La notícia no va resulta pas certa.
Va cantar al Teatre Principal i al Gran Teatre del Liceu de Barcelona.
El desembre de 1875 va fundar una agència teatral internacional a París, juntament amb C. Tamburini. L'agència es va anunciar en premsa entre la seva fundació i el novembre de 1878, quan es va anunciar la seva liquidació.